# Anarchiści (film)
Anarchiści (Was tun, wenn's brennt?) – film niemiecki przedstawiający problematykę grup przestępczych. Spotkanie po latach grupy członków anarchistycznej organizacji z lat 80. XX wieku w wyniku wybuchu bomby w opuszczonym budynku. Dorośli już ludzie muszą sprostać problemom z przeszłości oraz dokonać swego rozrachunku ze swoim życiem.